# حارة سوق شملان (صنعاء همدان)
حارة سوق شملان هي إحدى حارات حي محجر ضلاع بضواحي صنعاء مديرية همدان، بلغ تعداد سكانها 826 نسمة حسب تعداد اليمن لعام 2004.